# St. Bartholomäus (Mannheim-Sandhofen)

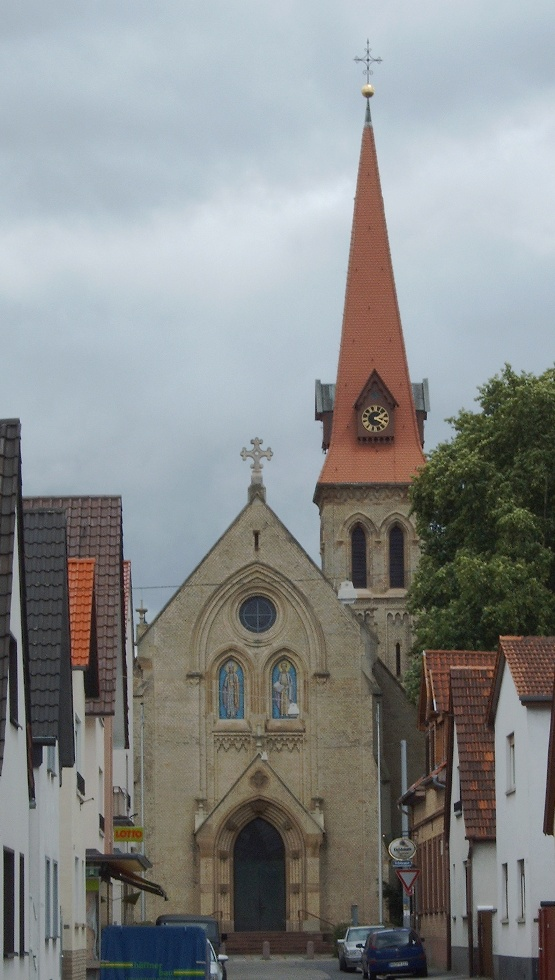
St. Bartholomäus

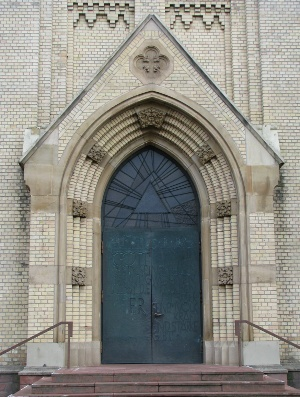
Hauptportal

St. Bartholomäus ist eine katholische Kirche im Mannheimer Stadtteil Sandhofen. Sie wurde zwischen 1894 und 1896 nach den Plänen von Ludwig Maier im neugotischen Stil errichtet.

## Geschichte
Als Ausbausiedlung vom nördlich gelegenen Scharhof gehörte Sandhofen auch kirchlich zu Scharhof, wo bereits im Jahr 764 eine Kirche urkundlich erwähnt wurde. Im 15. Jahrhundert wurde erstmals eine Kapelle in Sandhofen genannt, ehe 1515 die Marienkirche erbaut wurde. Nach der Einführung der Reformation 1556 unterlag die Kirche, wie die gesamte Kurpfalz, vielfachen Religionswechseln, bis sie 1706/07 nach der Pfälzischen Kirchenteilung endgültig den Reformierten zugesprochen wurde. Die Katholiken bauten daher 1712 eine neue Kirche, die Bartholomäus geweiht wurde. Für die seelsorgerische Betreuung waren die Pfarrer von Lampertheim zuständig, bis Sandhofen 1774 zur selbständigen Pfarrei erhoben wurde.
Nachdem das Bistum Worms aufgelöst worden war, wurde die Gemeinde 1827 dem Erzbistum Freiburg und dort dem Dekanat Heidelberg zugeordnet. 1913 kam sie zum Stadtdekanat Mannheim. Während der Industrialisierung gegen Ende des 19. Jahrhunderts wuchs die Bevölkerung Sandhofens rapide an von 1.944 im Jahr 1875 auf 6.364 im Jahr 1905, weswegen der Bau einer größeren Kirche unumgänglich wurde. Finanzielle Unterstützung gab es vom Bonifatius-Verein. So entstand nach den Plänen des erzbischöflichen Bauinspektors Ludwig Maier seine erste von insgesamt zehn repräsentativen Kirchen in den heutigen Stadtteilen von Mannheim. Am 10. Juni 1894 erfolgte die Grundsteinlegung der neuen Kirche und bereits zwei Jahre später konnte sie fertiggestellt und am 27. September 1899 von Weihbischof Justus Knecht konsekriert werden.
In den letzten Tagen des Zweiten Weltkriegs wurde die Kirche durch Granatenbeschuss beschädigt. Anschließend wurden bis 1951 die Schäden beseitigt und die Kirche renoviert, wobei der Hochaltar durch eine neue Gestaltung ersetzt wurde. St. Bartholomäus war die Muttergemeinde der später entstanden Siedlungen Schönau (Guter Hirte) und Blumenau (St. Michael). 2003 wurden die drei Gemeinden zur Seelsorgeeinheit Sandhofen-Schönau zusammengeschlossen.

## Beschreibung

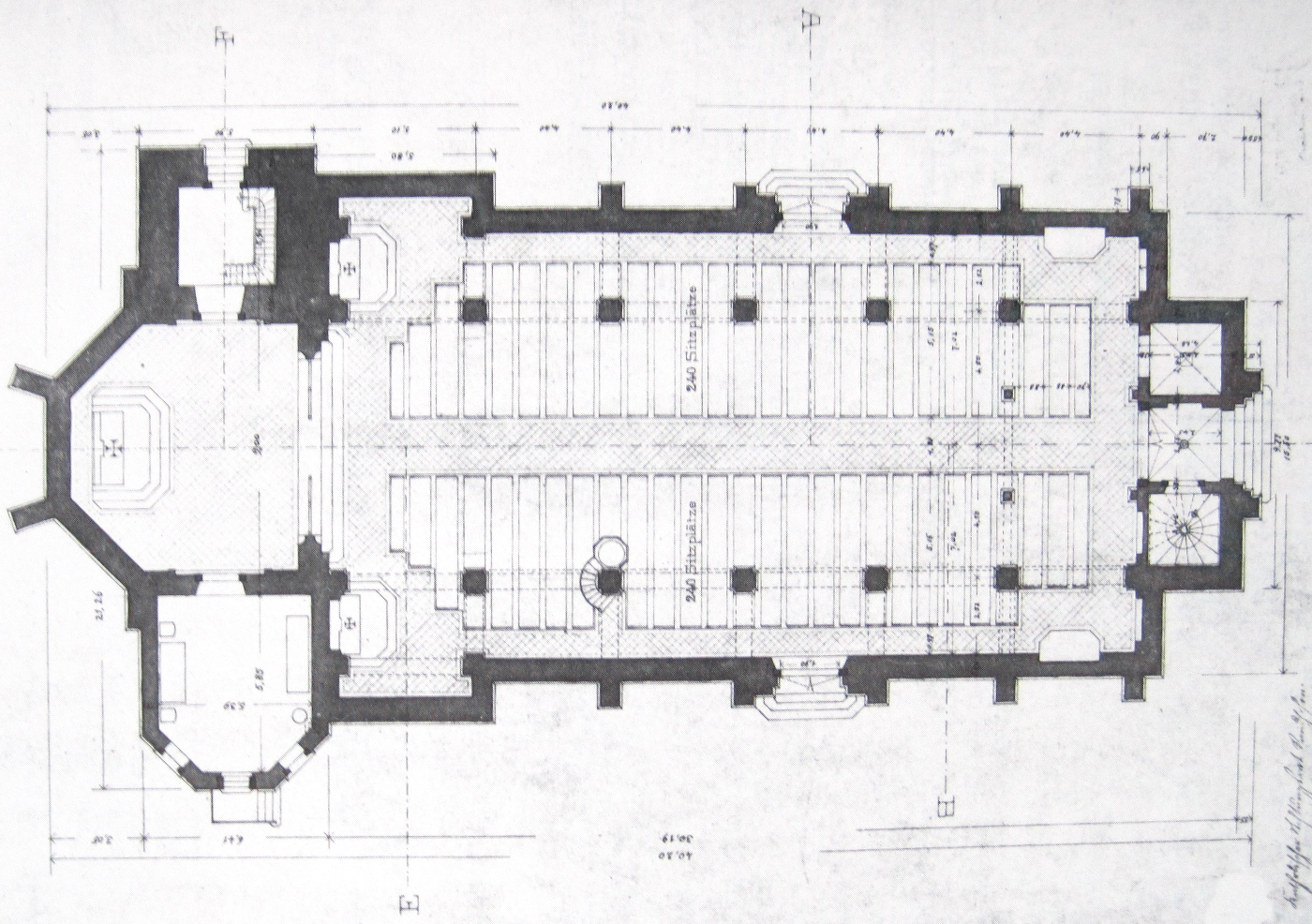
Grundriss

Die im neugotischen Stil erbaute Kirche befindet sich im Zentrum von Sandhofen. Sie ist eine dreischiffige Hallenkirche mit einem Querhaus und 5/8-Chorschluss. Das Backsteingebäude ist 34 Meter lang, 14 Meter breit und 11 Meter hoch. Der Kirchturm mit seinem spitzen Zeltdach ist im Eck zwischen Querhaus und Chor postiert. Über dem Hauptportal sind Mosaike der Heiligen Bartholomäus und Bonifatius angebracht und an den Seiten Josef sowie Maria mit Jesuskind.

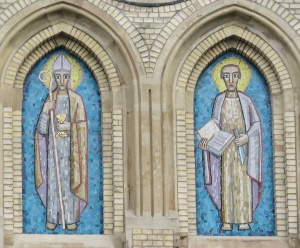
Bonifatius und Bartholomäus über dem Hauptportal
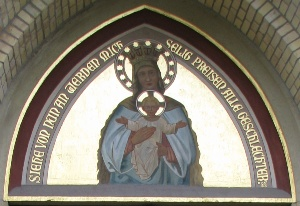
Maria über dem linken Seitenportal
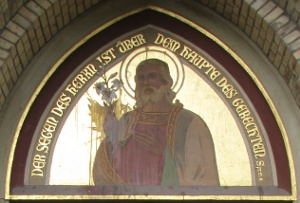
Josef über dem rechten Seitenportal

Im Innern befinden sich eine Madonna, um 1470 aus der mittelalterlichen Marienkirche, und ein Taufstein aus rotem Sandstein von 1715. Eine barocke Holzstatue des Johannes von Nepomuk stammt aus dem 18. Jahrhundert, weitere neugotische Schnitzfiguren von Ende des 19. Jahrhunderts: Elisabeth von Thüringen, Agnes,  Franz von Assisi und Bonifatius waren wohl Teil des alten Hochaltars von 1896 und Werke der Bildhauerwerkstatt Simmler & Venator aus Offenburg. Johannes der Täufer, ursprünglich Teil eines der beiden Seitenaltäre, war 1897 von Peter Paul Hausch aus Horb geschaffen worden. Das Kruzifix schnitzte 1954 Franz Bernhard. Von ihm stammt auch der Kreuzweg aus dem Jahr 1966.
Die Chorfenster zeigen biblische Themen und entstanden 1981 nach Entwürfen von Peter Valentin Feuerstein.
Die Orgel baute im Jahr 1921 Voit und Söhne. Sie wurde nach dem Zweiten Weltkrieg umgebaut und 1996 restauriert.

## Glocken
Das Glockengeläut im Kirchturm besteht aus vier Bronze-Glocken von 1956 der Gießerei Hermann Hamm aus Frankenthal und der kleinsten, einer Glocke der Gießerei Franz Schilling und Söhne von 1914/15, welche die Beschlagnahme während des Zweiten Weltkriegs überlebt hatte – sie wurde auf dem Hamburger Glockenfriedhof wiedergefunden und zurückgebracht.
| Glocke | Widmung                | Durchmesser | Gewicht | Schlagton |
| ------ | ---------------------- | ----------- | ------- | --------- |
| 1      | St. Michael            | 1505 mm     | 1780 kg | c′-5      |
| 2      | St. Bartholomäus       | 1251 mm     | 1000 kg | es′-2     |
| 3      | St. Maria              | 1180 mm     | 0903 kg | f′-4      |
| 4      | St. Josef              | 0981 mm     | 0527 kg | as′-2     |
| 5      | Ad majorem Dei Gloriam | 0757 mm     | 0260 kg | c″-3      |

In den Uhrschlag der Turmuhr sind die vier neueren Glocken einbezogen: Glocke 1 sorgt für den Stundenschlag, die Glocken 2, 3 und 4 schlagen zu jeder Viertelstunde.